# 辛庄乡 (华县)
辛庄乡是中国陕西省渭南市华县下辖的一个乡。

## 行政区划
辛庄乡下辖以下行政区：
南吉村、沙弥村、魏三庄村、太平村、城内村、辛庄村、李家村、薛史村、马庄村、候坊村、贾家村、王里渡村、刘家村、雷家村、姚家村、李家堡村、陈家村、步背后村